# Железнодорожный транспорт в Иркутской области
Железнодорожный транспорт в Иркутской области является одной из важнейших составляющих частей транспортной системы региона. На территории области находится более 100 железнодорожных станций, а эксплуатационная длина железнодорожных путей составляет порядка 2500 километров. Крупнейшие железнодорожные узлы региона — Иркутск-сортировочный, Тайшет и др. Большая часть железнодорожных путей на территории области относится к Восточно-Сибирской железной дороге.

## История
Вопрос о создании железных дорог в Сибири был поставлен ещё генерал-губернатором Восточной Сибири Н. Н. Муравьевым-Амурским.
В 1891 году началось строительство Сибирской железной дороги. В 1897 году железная дорога была проведена до Иркутска, в городе возводились депо и станции. 16 (28) августа 1898 года в Иркутск пришёл первый поезд.
Сооружение дороги от Иркутска до байкальского мыса Малый Баранчик (на современных картах мыс Устьянский), где расположен порт Байкал, велось с 1896 по 1900 год; всего на эти цели было истрачено 3,47 млн руб. К этому времени также была достроена дорога от Сретенска до Мысовой на восточном берегу Байкала.
С 1899 года по 1905 год шло строительство «Кругобайкалки». Летом 1903 года был пущен в эксплуатацию участок Мысовая — Танхой. В 1905 году был завершён участок участок дороги от Слюдянки до станции Байкал, строительство которого было наиболее сложным из-за особенностей рельефа (было проложено 39 тоннелей общей протяжённостью 7 км). Дорога приобрела важное военное значение во время русско-японской войны.